# Genyatremus
Genyatremus Gill, 1862 è un genere di pesci ossei marini appartenenti alla famiglia Haemulidae e alla sottofamiglia Plectorhinchinae.

## Descrizione
Presentano un corpo alto e molto compresso lateralmente; la specie di dimensioni maggiori è Genyatremus dovii, che può raggiungere i 45 cm.

## Distribuzione e habitat
Sono diffusi nell'oceano Atlantico e nel Pacifico orientale. Sono comuni su fondali fangosi.

## Tassonomia
In questo genere sono riconosciute 4 specie:
- Genyatremus cavifrons (Cuvier, 1830)
- Genyatremus dovii (Günther, 1864)
- Genyatremus luteus (Bloch, 1790)
- Genyatremus pacifici (Günther, 1864)